# علقة ماصة للدم
علقة ماصة للدم (الاسم العلمي: Hirudo sanguisorba) هي نوع من الحيوانات يتبع جنس العلقة من الفصيلة العلقية.